# روح
روح یک وجود فراطبیعی مانند شبح، پری یا فرشته است که فراتر از ماده انگاشته می‌شود. در برخی باورهای مذهبی اعتقاد بر این است که روح انسان در واقع همان جان او است و پس از مرگِ پیکر انسان، ماندگار خواهد ماند.
از دیدگاه تاریخی، از روح در بند پایانی و پرآوازه کتاب اصول ریاضی فلسفه طبیعی آیزاک نیوتن همین‌گونه به سرشت «لطیف» در برابر سرشت «کثیف» (زمخت) نام برده می‌شود.
روح یادگاری از دوران باستان است. در آن دوران انسان‌ها شناخت و دانش کمی دربارهٔ جهان پیرامون خود داشتند. برای نمونه گمان می‌کردند که آگاهی _که یکی از پایه‌های بنیادی رفتارهای ماست_ چون نادیدنی است، پس برپایه ریشه‌ای به جز خود طبیعت است (متافیزیکی) نه اینکه بر پایه میلیاردها میلیارد کنش و واکنش فیزیکی و شیمیایی که در یاخته‌های مغزی و عصبی ما و همچنین در گستره پیرامون ما پیوسته در کار است (از روی شناخت کم، آگاهی را یک کل جدایی ناپذیر می‌دانستند که از طبیعت سرچشمه نمی‌گیرد). به زبانی دیگر مردمان باستان چون با زندگی پیشینیان خود و شیوه کارکرد جهان گرداگرد خود آشنا نمی‌شدند گمان می‌کردند که برای نمونه: سخن گفتن تنها در میان مردمان است پس باید خاستگاهی به جز طبیعت داشته باشد که روح نامیده می‌شود و چون ریشه‌های پدیدآورنده آن گویا با چشم دیده نمی‌شوند (یا تا آن زمان ناشناخته بودند) باید ریشه‌هایی فراطبیعی داشته باشند.
امروزه دانش زیست‌شناسی و رفتارشناسی نشان داده‌اند که بسیاری از جانوران از زبان ویژه‌ای برای پیام‌رسانی به یکدیگر بهره می‌گیرند و زبان پدیده‌ای تنها ویژه ما مردمان نیست؛ گرچه چون مغز مردمان در برابر اندازه تن، بزرگتر از دیگر جانداران زمین است، به گونه‌ای باهوش‌ترین آن‌هاست که به او توانایی ساختن زبانی پیچیده و گسترده می‌دهد. از روی همین هوش سرشار، دامنه پیشرفت مردمان در شناسایی زیستگاه پیرامون خود و انباشته کردن داده‌های حسی و بررسی و شناسایی آن‌ها از دیگر جانداران زمینی بیشتر است. مردمان به یاری پندار و شناخت پیرامون و آزمایش اندیشه‌ها، ابزار (که یکی از آن‌ها هم زبان است) می‌سازند. با کاربرد این ابزارها زندگی برایشان ساده‌تر و شناخت جهان برایشان آسان‌تر می‌شود. مردمان ازناتوانی دور نیستند ولی با به یاد سپردن آزموده‌ها و دیدگاه‌های خود و در میان گذاشتن آن با دیگر همتایان خود توانسته‌اند فرمانروای سیاره زمین شوند.

## روح در ادیان

### دین هندو[نیازمند منبع]
در دین هندو اعتقاد به تناسخ و کارما وجود دارد. هندوها باور دارند که هنگام مرگ انسان روح او در بدنی دیگر متولد می‌شود و کیفیت زندگی کنونی نشان از مهربانی و خوبی در زندگی گذشته و کیفیت بد زندگی نشان از بدی در زندگی گذشته‌است و اینکه هر خوبی و بدی که بکنی در زندگی بعدی به تو باز خواهد گشت و اینکه بعضی انسان‌ها که خیلی بدی می‌کنند در زندگی بعدی خود در قالب جسم یک حیوان تناسخ پیدا می‌کنند.
در بین بودایی‌ها و هندوها اعتقادات مشترکی نیز وجود دارد؛ مثلاً اینکه متولد شدن رنج است و تا زمانی که انسان آرزوها و نفسانیات خود را رها نکند و روح خود را پاک نگرداند این چرخه تولد و رنج ادامه خواهد داشت.

### دین بودائی[نیازمند منبع]
در دین بودا اعتقاد به یک ذهنیت متافیزیکی وجود دارد که آن را همان روح و مرکز خود آگاهی انسان می‌دانند. در باور بودایی‌ها انسان دارای ۲ تا بعد و ۲ تا من هست.
۱من حقیقی: که همان ذهنیت متافیزیکی، روح و مرکز خودآگاهی انسان که پس از مرگ جسم باقی می‌ماند.
۲. من ذهنی (نفس / ego): که آن من کاذبی است که انسانها از خود در ذهنشان درست می‌کنند. یا به عبارتی تصوری که هر فرد در ذهنش بر اساس مادیات از خود ساخته‌است.
گوتاما بودا هنگامی که ذهن خود را پاک کرد و افکار خود را کنار گذاشت و همه دنیا را رها کرد به من حقیقی و روحانی و خود آگاهی پی برد و متوجه شد که این دنیا خواب است و انسانها با افکار و ذهنیات خود این دنیا و زندگیشان را ساخته‌اند.
در دین بودا این ذهنیت متافیزیکی و افکار به عنوان روح شناخته می‌شود که باعث ایجاد (قانون جذب) می‌شود و با آگاهی، اراده و توجه کردن به چیزها مرتبط است.

### دین اسلام

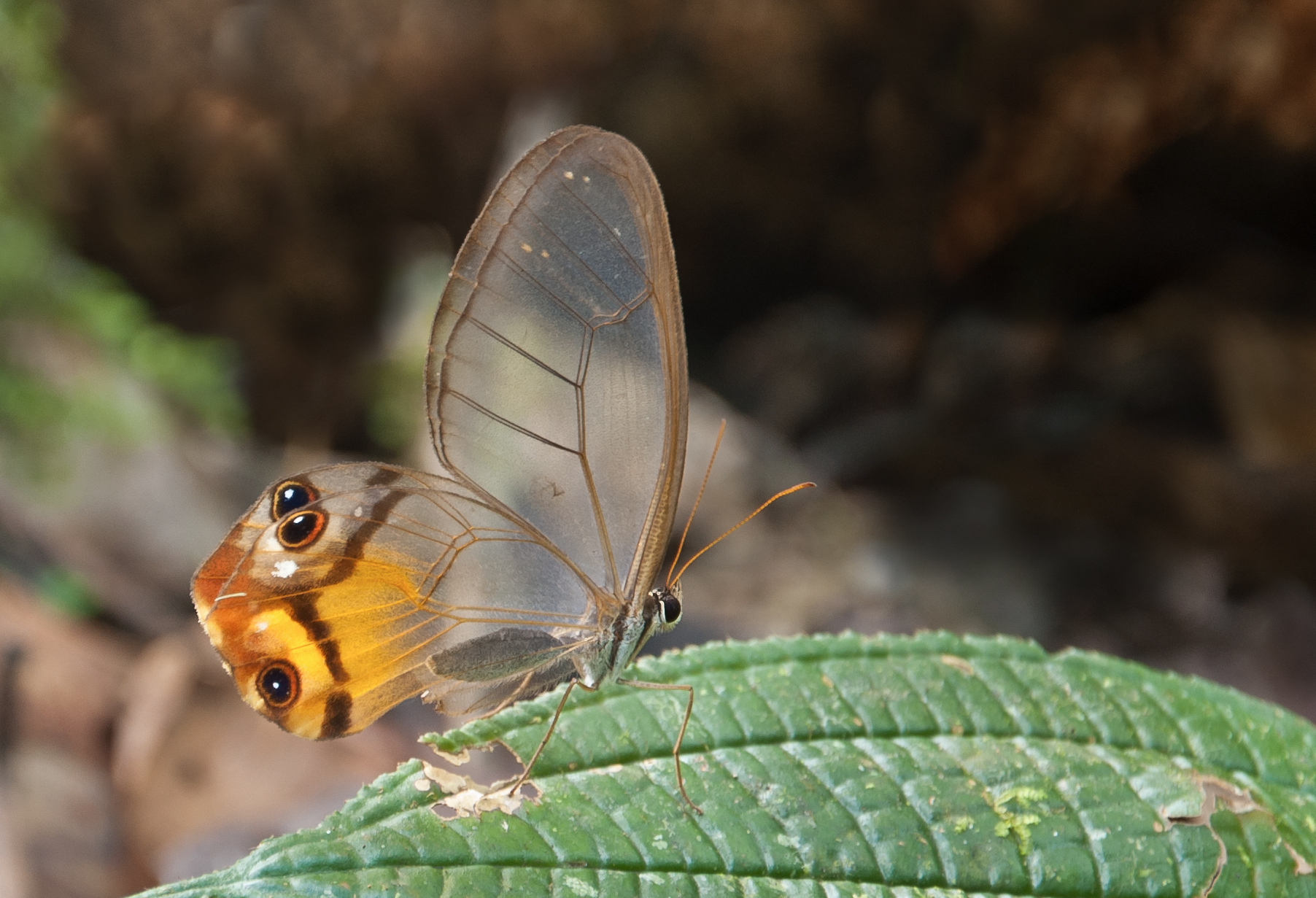
روح کهربایی یا شبح کهربایی پروانه‌ای است که به دلیل شکل ظاهری، نامش را از شبح یا روح گرفته‌است.

روح در زبان عربی به واژهٔ ریح (باد) نزدیک است. از همین رو بعضی معتقدند منشأ به‌وجود آمدن لغت روح و معنی آن چنین است: «ذَات لَطِیفَة کَالْهَوَاءِ سَارِیَة فِی الْجَسَد کَسَرَیَانِ الْمَاء فِی عُرُوق الشَّجَر» و در زبان عبری هم واژه روح(רוח) و هم واژه نفیش (נפשׁ) هست؛ که واژه نفیش به واژه‌های نَفس (به معنی خود) و نَفَس (به معنی دم و بازدم) بسیار نزدیک است. ادیان و فلسفه‌ها در وجود روح، روح پیش از زایش، تعریف روح، خاستگاه آن، کار و کارایی آن و چیستی مرگ هم رأی نیستند. واژه روح در قرآن ۲۱ بار گفته شده‌است، و معانی گوناگونی دارد. مانند فرشته وحی (جبرئیل)؛ که با نام «روح القدس» و «روح الامین» به کار رفته‌است، فرشته‌ای که بالاتر از همه فرشتگان است و روح جدا از تن در انسان. به گفته قرآن خدا پس از پایان آفرینش انسان، از روح خویش در آن دمید، و سپس به فرشتگان دستور داد بر او سجده کنند.
ملاصدرا باور دارد که روح در پیدایش مادی و در ماندگاری فرا مادی است: ابتدا بدن پدیدار می‌شود و سپس روح در آن روان می‌گردد اما به هنگام مرگ روح از بدن بیرون رفته و درقالب مثالی به جا می‌ماند (الروح جسمانیه الحدوث و روحانیه البقا) ملااحمد نراقی می‌گوید روح حقیقت فراگیر فرا مادی آدمی است و از آنجا که ویژگیهای گوناگونی دارد، برخی واژه‌های یادآور بخشهای فرا مادی انسان در معنی اجمالی خود برابر با روح اند ولی اگر درست نگاه کنیم از ویژگیهای آنند. مانند خرد (عقل)، روان (نفس) و جان.

### آئین بهائی
منابع بهائی روح انسانی را نامیرا و جاودان در نظر می‌گیرند و آن را هویت پایه ای هر کسی به‌شمار می‌آورند. بهائیان باور دارند چیستی روح را نمی‌توان دریافت. زندگی هر کس زمانی آغاز می‌شود که در زمان درست شدن نطفه روح به جنین (رویان) وابستگی پیدا می‌کند. نوشته‌های بهائی این وابستگی را مادی نمی‌دانند و به این باور ندارند که روح در تن هر کس جایگیر شده و بیرون می‌رود یا اینکه روح پهنه مادی را پر می‌کند. نمونه ای که برای روشن کردن وابستگی میان روح و تن در نوشته‌های بهائی آمده نمونه آفتاب است که می‌توان روح را همانند آفتاب دانست و تن را به چیزهایی که نور آفتاب را دریافت کرده و از این نور روشنایی می‌گیرند.
در نوشته‌های بهائی روشن شده که نیروهای ذهنی همچون اندیشه، ریشه یابی، دریافت و پندار از ویژگیهای روح هر کس هستند و با کاربرد نیروهای روح است که مردمان پیشرفت می‌کند.
بهائیان باور دارند که پس از مرگ اگر چه تن مردم از میان می‌رود ولی روح پیشرفت خود را در جهان آسمانی دنبال می‌کند و در سپردن راهی بی پایان به سوی رسایی پیشرفت می‌کند.
بهاءالله می‌نویسد: «فرق این عالم با آن عالم مثل فرق عالم جنین است با این عالم» بر اساس دیدگاه بهائی همان‌جور که رحم مادر جایگاه خوبی برای پرورش زمینی انسان در زمان جنینی است، جهان مادی نیز گستره‌ای است که در آن انسان ویژگیها و توانمندی‌های آسمانی را که برای پیگیری بالندگی و پیشرفت خود به آن‌ها نیاز دارد، گسترش و پرورش می‌دهد.
در دیدگاه بهائی پیشرفت در این دنیا و جهان دیگر از سرِ مهر و بهره خدایی است و همچنین کارهای نیکی که به نام و یاد درگذشته در این جهان انجام می‌شوند و نیز نیایش و رازونیازی که برای درگذشته خوانده می‌شود در پیشرفت روح مردم پس از مرگ کارساز به‌شمار می‌روند.

## بررسی وجود روح

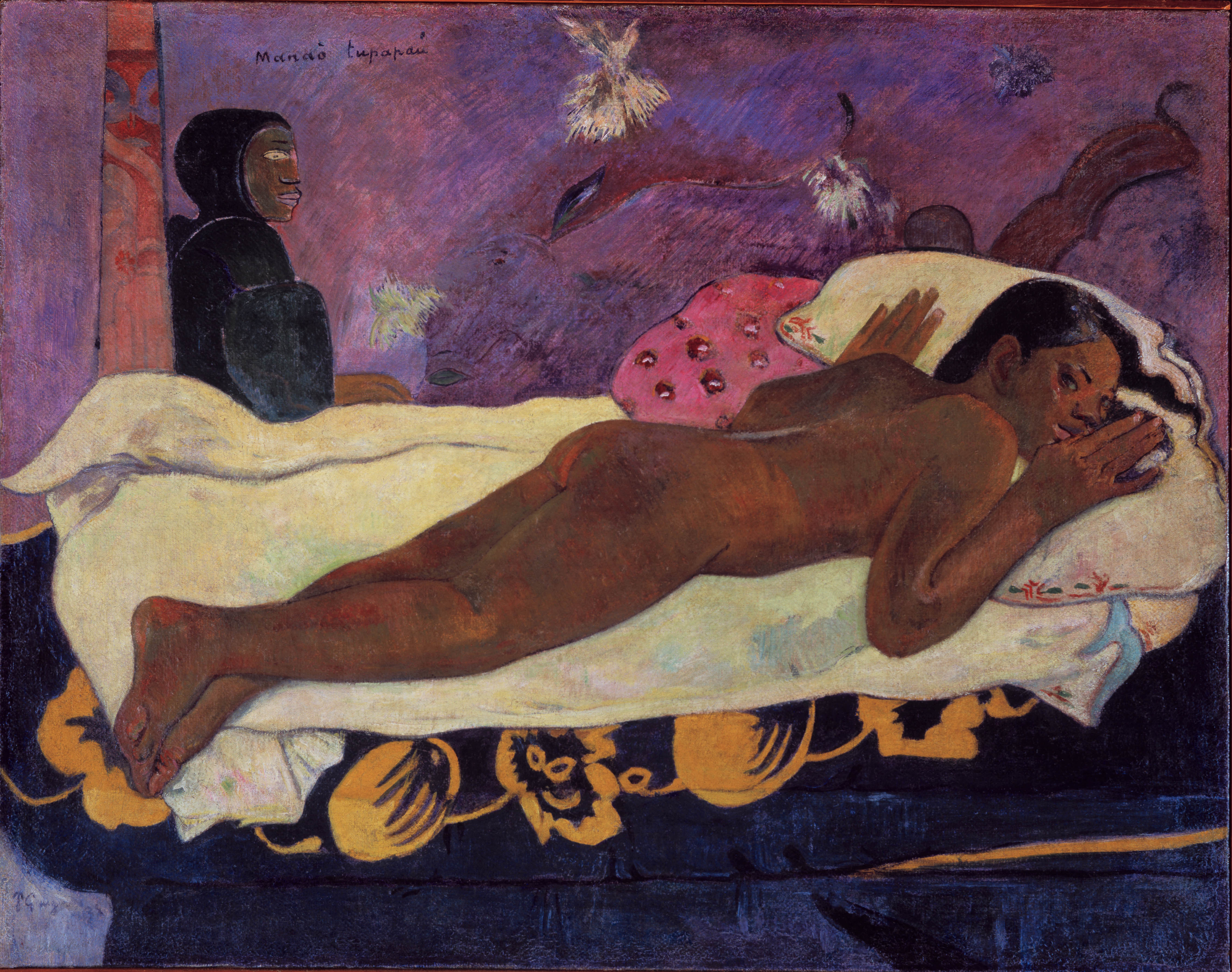
روح نظاره‌گر اثر پل گوگن

گروهی وجود خواب و رؤیا را نشانه بودن روحی فرا مادی می‌دانند که در زمان خواب از تن جدا می‌شود. در برابرِ این استدلال نیز داروهای شیمیایی را که بر روند رؤیا و خواب کارایی دارند و برای نمونه مایه کابوس‌های شبانه می‌شوند را نشانه این می‌دانند که خواب و رؤیا چیزی جز تصاویر تشکیل شده در مغز مادی نیست. از جملهٔ این داروها می‌توان به آتورواستاتین، سیمواستاتین، ریواستیگمین، دونپزیل و پروپرانولول اشاره کرد.
از دید کسانی که طبیعت‌گرا هستند روح تنها به دلیل ماوراءالطبیعی بودنش از هیچگونه ارزش علمی و فلسفی برخوردار نخواهد بود. اما مسئله‌ای که باید به آن توجه کرد این است که باورمندان از طرفی معتقدند روح پدیده‌ای غیر مادی است و از طرف دیگر معتقدند روح در بدن انسان است. برخی باورمندان به روح، آن را غیر مادی می‌دانند.

### آزمایش ۲۱ گرم
در سال ۱۹۰۷ مَک دُگال، پزشک آمریکایی که روح را دارای وزن فیزیکی می‌دانست، سعی کرد جرم از دست رفته توسط انسان را هنگام خروج روح از بدن اندازه‌گیری کند. وی با بررسی چند بیمار به این نتیجه رسید که روح انسان ۲۱٫۳ گرم وزن دارد. آزمایش وی به دلیل اندازه نمونه کوچک و روش‌های مورد استفاده، به شکل وسیعی مورد انتقاد قرار گرفت و با وجود رد شدن، این باور را که روح دارای وزن است و به‌طور ویژه وزن آن ۲۱ گرم است، در فرهنگ عامه رواج داد.

## نگارخانه

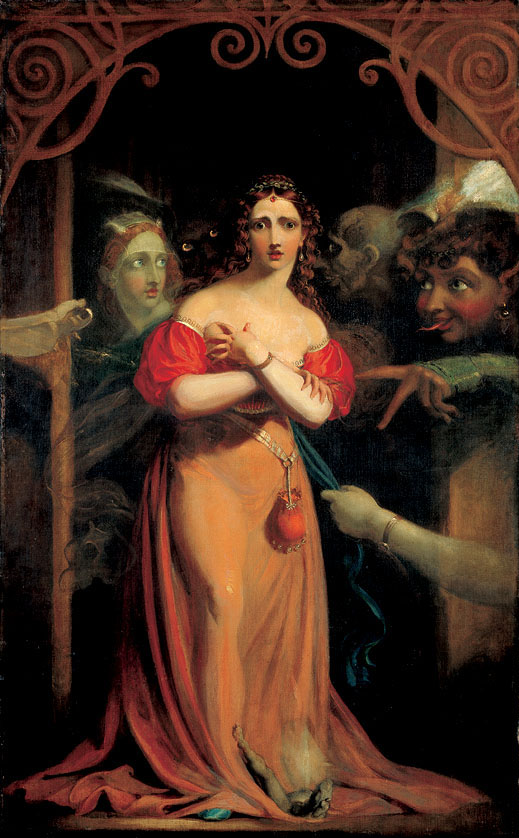
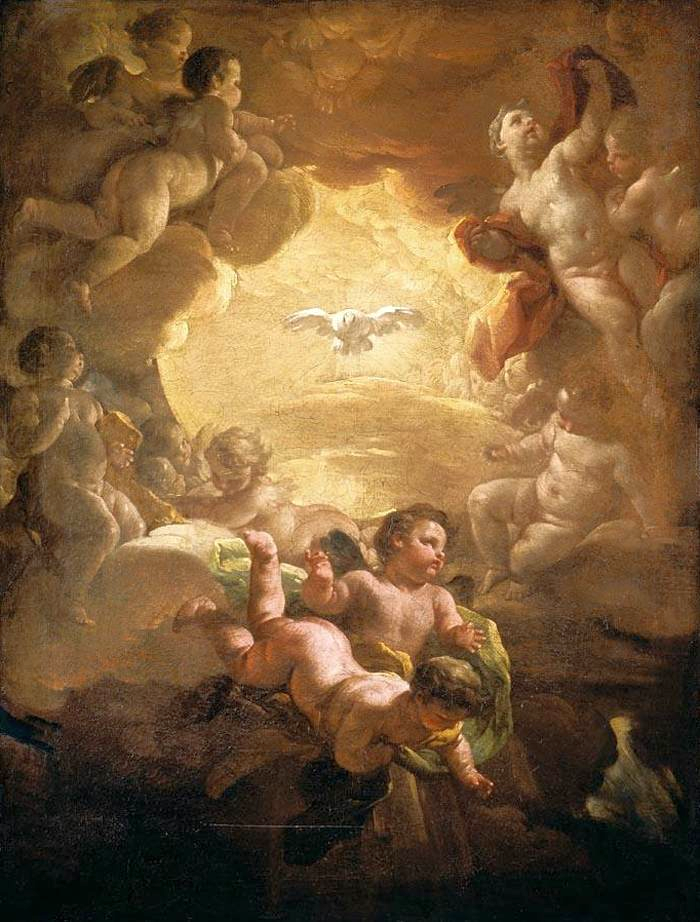